# Chiesa della Compagnia dell'Immacolata Concezione
La chiesa della Compagnia dell'Immacolata Concezione è un edificio sacro che si trova in piazza Cacciaconti a Trequanda, in provincia di Siena, ed è tuttora sede della Compagnia di Misericordia di Trequanda.

## Descrizione
La struttura è inglobata nel castello Cacciaconti e presenta una facciata neoclassica. Ha un interno unico con caratteristiche barocche e archi a sesto acuto, un altare in stucco risalente alla prima metà del XVII secolo e due colonne dipinte in finto marmo che incorniciano una tela che rappresenta l'Immacolata Concezione, dipinta nei primi anni del seicento.
All'interno della chiesa sono conservate alcune vecchie vestigia della Compagnia che vi ha sede.